# Wola Władysławowska
Wola Władysławowska – wieś sołecka w Polsce położona w województwie mazowieckim, w powiecie garwolińskim, w gminie Garwolin. 
| SIMC    | Nazwa  | Rodzaj    |
| ------- | ------ | --------- |
| 0671533 | Osówka | część wsi |

W latach 1975–1998 miejscowość administracyjnie należała do województwa siedleckiego.
Nazwa wsi pochodzi od Niemieckiego prawa Wolnizny, z czego wzięła się nazwa Wola, a dalsza nazwa Wola Władysławowska pochodzi od ludzi którzy przenieśli się z sąsiedniej wsi Władysławów. Powstanie wsi datuje się na około drugą połowę XIX wieku. Wieś w 1921 r. zamieszkiwało 295 osób, obecnie zamieszkuje ją 361 osób. Od powstania należała do gminy Wola Rębkowska, aż do roku 1954, gdy dołączyła do gminy Garwolin.
Wierni Kościoła rzymskokatolickiego należą do parafii Wilga. We wsi znajduje się, kaplica, która została wybudowana w 1986 roku z inicjatywy mieszkańców. Znajduje się tam również OSP Wola Władysławowska, która powstała w 1925 roku, obecnie znajduje się w innym miejscu niż pierwotnie, ponieważ w 1975 roku wybudowano nową strażnicę, która w 2012 roku uległa modernizacji. Jednostka przez swoje istnienie miała 5 wozów pożarniczo-gaśniczych.
Wieś posiada również własną Publiczną Szkołę Podstawową, która jest jedną z najstarszych placówek na terenie gminy Garwolin. Po odzyskaniu przez Polskę niepodległości w 1918 roku powstała Powszechna Dwudziałowa Szkoła Podstawowa w Woli Władysławowskiej. Początkowo dla jej potrzeb wynajmowano pomieszczenia u gospodarzy. Na początku lat 20. XX wieku powstał drewniano-murowany budynek szkoły. 
Po zakończeniu II wojny światowej reaktywowano działalność Powszechnej Szkoły Podstawowej w Woli Władysławowskiej, w zakresie pięciu klas. Uczniowie kontynuowali naukę (klasa VI i VII) w Natolinie. Na początku lat 50. kierownikiem szkoły został Jan Gajowniczek. Wraz z żoną Jadwigą podjęli pracę edukacyjną. Z jego inicjatywy rozpoczęto rozbudowę szkoły. Szkoła stała się siedmioklasową, a następnie ośmioklasową. Po śmierci Jana Gajowniczka kierownikiem została jego żona Jadwiga. Następnie w roku 1958 Zbigniew Radziej, w roku 1970 Danuta Lech, w roku 1972 Leopold Jaroszewicz. W 1974 roku stanowisko dyrektora objęła Teresa Winek i piastowała je do odejścia na emeryturę w 1999 roku. W wyniku konkursu powołano nowego dyrektora – Grażynę Traczyk, która pełniła funkcję do roku 2019. Od 1 września 2019 roku stanowisko dyrektora objęła Mariola Winek. W 1980 roku liczba nauczycieli w Publicznej Szkole Podstawowej w Woli Władysławowskiej wynosiła 12, teraz zaledwie 8. W 1982 roku powołano do życia Komitet Budowy Szkoły w Woli Władysławowskiej. Wybudowano nowy piętrowy obiekt z salą gimnastyczną, który został oddany do użytku 1 września 1990 roku. W latach 2000–2009 uległ on modernizacji. 
Wierni Kościoła rzymskokatolickiego należą do parafii Wniebowzięcia Najświętszej Maryi Panny w Wildze.